# محمد نوری عثمانوف
محمد نوری عثمانوف (به روسی: Магомед-Нури Османов) یکی از مترجمان قرآن به زبان روسی و یکی از ایران/فارسی پژوهان و مصححین شاهنامه فردوسی.

## زندگی
محمد نوری عثمانویچ عثمانوف در ۶ فوریه ۱۹۲۴ میلادی در پایتخت داغستان در شهر ماخاچ قلعه به دنیا آمد. در سال ۱۹۵۰ وی تحصیل در دانشگاه دولتی مسکو را به پایان رساند. در سال ۱۹۵۴ دکترای ادبیات را گرفت. پس از مطاعات فراوان در ایرانشناسی، در ۱۹۸۱ موفق به دریافت رتبه پروفسوری شد.
دو جلد نخست از متن انتقادی شاهنامه فردوسی که به همت محمد نوری عثمانوف و با همکاری رستم علی‌اف تهیه شده، در سال ۱۳۵۰ توسط کتابخانه پهلوی در تهران منتشر شده‌است. این تصحیح به دلیل شمارگان اندک و تجدید چاپ نشدن بسیار نایاب است.
همکنون وی رئیس کرسی جدیدالتأسیس ادبیات ایران و ترکیه دانشگاه دولتی داغستان است.

## برخی آثار
ترجمه سندنامه، بختیارنامه، جواهرالآثار، دررالکلم، قرآن کریم
- شرح حال و تحلیل آثار عمر خیام.
- شرح حال و تحلیل آثار فردوسی.
- متن انتقادی و علمی شاهنامه فردوسی (دو جلد)، تهران، ۱۳۵۰.
- سبک شعر فارسی تاجیکی در قرن ۹–۱۰ میلادی، که در سال ۱۹۷۴ به چاپ رسید و به مؤلف شهرت جهانی بخشید.